# Curvularia fallax
Curvularia fallax är en svampart som beskrevs av Boedijn 1933. Curvularia fallax ingår i släktet Curvularia och familjen Pleosporaceae.   Inga underarter finns listade i Catalogue of Life.